# Щаслива невдача
«Щасли́ва невда́ча» (англ. The Happy Failure) — оповідання американського романіста Германа Мелвілла, написане у 1853 році. В цьому ж році автор надіслав його разом із оповіданнями «Півник!» і «Скрипаль» до нью-йоркського журналу Harper's Magazine, де його опублікували у липні 1854 року в 50-му номері.
«Щаслива невдача», позначена підзаголовком «Історія на Гудзоні», розповідає вигадані пригоди винахідника і його племінника. Розповідь ведеться від імені останнього. Твір просякнутий тонким гумором, за яким автор приховав християнську мораль про те, що людяність і турбота про потреби ближнього важливіші за творчі або інтелектуальні досягнення.

## Сюжет
Дядько запросив оповідача до прогулянки річкою, але відразу стає зрозумілим, що відпочинку не буде. Адже дядечко прихопив із собою загадкову скриню, яку його прислужник, дужий негр Йорпі, ледь підіймає. З цим вантажем їм доведеться гребсти проти течії десять миль. Племінник хоче відмовитись, але дядечко йому конфіденційно повідомляє, що у скрині лежить його винахід, який конче необхідно випробувати без свідків. Винахідник працював над ним десять років, сьогодні має настати його творчий тріумф. Прибувши на місце, вони виймають зі скрині «Гідравлико-Гідростатичний Апарат», призначення якого — осушення боліт. Однак диво-машина розвалюється в руках винахідника. Племінник пропонує зібрати і випробувати бодай частину агрегату, не стільки заради практичної користі, скільки для того, щоб заспокоїти впертого родича, який такої ганьби не переживе. Однак винахідник несподівано відмовляється і пропонує повернутися назад: «зі скрині вийде добрий ящик для дрів, а… Йорпі зможе з брухту отримати гроші собі на тютюн». Племінник робить висновок, що ця невдача перетворила егоцентричного й вередливого дядька на добру і чуйну людину.